# Matilda de Carintia
Matilda de Carintia (n. 1108 – d. 13 decembrie 1160) a fost fiica ducelui Engelbert de Carintia și al soției acestuia, Uta de Passau.
Matilda a fost soția contelui Theobald al II-lea de Champagne (cunoscut și ca Theobald al IV-lea de Blois), cu care a avut următorii copii: 
- Henric I de Champagne
- Theobald al V-lea de Blois
- Adela de Champagne, soția regelui Ludovic al VII-lea al Franței
- Isabelle de Champagne, soția contelui Roger de Apulia și apoi a lui Guillaume Gouet al IV-lea
- Maria de Champagne, soția ducelui Eudes al II-lea de Burgundia, iar apoi stareță la abația de Fontevrault
- Guillaume, supranumit "cu Mâinile Albe", arhiepiscop de Reims, apoi cardinal
- Ștefan I de Sancerre
- Agnes de Champagne, soția lui Renaut al II-lea de Bar
- Margareta de Champagne, călugăriță la Fontevrault